# Coupe du Haut Conseil des Collectivités Territoriales
Ne doit pas être confondu avec Coupe du Sénégal de football.
La Coupe des Haut Conseil des Collectivités Territoriales  a été créé en 2018. Elle remplace la Coupe de l'Assemblée Nationale depuis 2018. Cette compétition est organisée par la Ligue  Sénégalaise de Football Amateur et est supervisée par la Fédération sénégalaise de football (FSF).

## Histoire
La Coupe du Sénégal de football des Haut Conseil des Collectivités Territoriales Rassemblement 32 équipes: 14 champions régionaux, 10 équipes de Nationale 1,est 8 équipes de Nationale 2
En 2019 elle prend le nom de Coupe Ousmane Tanor Dieng en hommage a l’ancien directeur du Haut Conseil des Collectivités Territoriales Rassemblement puis le trophée garde le nom.

## Finales
- Coupe de l'Assemblée Nationale[3]

| Édition | Année | Vainqueur              | Résultat      | Finaliste              |
| ------- | ----- | ---------------------- | ------------- | ---------------------- |
| 1re     | 1976  | Inconnu                | -             | Inconnu                |
| 2e      | 1977  | Inconnu                | -             | Inconnu                |
| 3e      | 1978  | Inconnu                | -             | Inconnu                |
| 4e      | 1979  | AS Police              | -             | Inconnu                |
| 5e      | 1980  | Inconnu                | -             | Inconnu                |
| 6e      | 1981  | AS Police              | 3-1           | Stade de Mbour         |
| 7e      | 1982  | Inconnu                | -             | Inconnu                |
| 8e      | 1983  | ASC Niayes de Pikine   | -             | Inconnu                |
| 9e      | 1984  | Inconnu                | -             | Inconnu                |
| 10e     | 1985  | Inconnu                | -             | Inconnu                |
| 11e     | 1986  | ASC Jeanne d'Arc       | -             | Inconnu                |
| 12e     | 1987  | ASC Jaraaf             | -             | Inconnu                |
| 13e     | 1988  | Inconnu                | -             | Inconnu                |
| 14e     | 1989  | ASC Jeanne d'Arc       | -             | Inconnu                |
| 15e     | 1990  | Inconnu                | -             | Inconnu                |
| 16e     | 1991  | ASC Jaraaf             | -             | Inconnu                |
| 17e     | 1992  | Inconnu                | -             | Inconnu                |
| 18e     | 1993  | Inconnu                | -             | Inconnu                |
| 19e     | 1994  | Inconnu                | -             | Inconnu                |
| 20e     | 1995  | Inconnu                | -             | Inconnu                |
| 21e     | 1996  | Inconnu                | -             | Inconnu                |
| 22e     | 1997  | Inconnu                | -             | Inconnu                |
| 23e     | 1998  | ASAC Ndiambour         | -             | Inconnu                |
| -       | 1999  | Non tenu               |               |                        |
| 24e     | 2000  | ASC Port Autonome      | 1-0           | ASC Jaraaf             |
| 25e     | 2001  | ASC Jeanne d'Arc       | 1-0           | ASAC Ndiambour         |
| 26e     | 2002  | ASAC Ndiambour         | 1-1 (7-6 tab) | ASC Jeanne d'Arc       |
| 27e     | 2003  | ASC Jaraaf             | 2-1           | ASC Jeanne d'Arc       |
| 28e     | 2004  | ASAC Ndiambour         | 1-1 (5-4 tab) | ASC Jeanne d'Arc       |
| 29e     | 2005  | ASC Sonacos            | 1-0           | ASC Jaraaf             |
| 30e     | 2006  | ASC Jaraaf             | 0-0 (3-2 tab) | AS Douanes             |
| 31e     | 2008  | ASC Yakaar             | 1-0           | Casa Sports            |
| 32e     | 2010  | Stade de Mbour         | 1-0           | CSS                    |
| 33e     | 2011  | Diambars Football Club | 1-0           | ASC Touré Kunda        |
| 34e     | 2012  | Diambars Football Club | 1-0           | ASC HLM                |
| 35e     | 2013  | Diambars Football Club | 1-0           | ASC Jaraaf             |
| 36e     | 2014  | Olympique de Ngor      | 2-2 ap        | Guédiawaye FC          |
| 37e     | 2015  | AS Douanes             | 2-0 (4-1 tab) | Génération Foot        |
| 38e     | 2016  | ASC Niary Tally        | 2-0           | Diambars Football Club |
| 39e     | 2017  | Mbour PC               | 1-1 (6-5 tab) | Génération Foot        |
| 40e     | 2018  | ASC Jaraaf             | 0-0 (4-2 tab) | Génération Foot        |

- Coupe de Haut Conseil des Collectivités Territoriales[20]

| Édition | Année | Vainqueur        | Résultat        | Finaliste              |
| ------- | ----- | ---------------- | --------------- | ---------------------- |
| 1re     | 2018  | Keur Madior FC   | 3-0             | Sofa FC                |
| 2e      | 2019  | Racing Club      | 2-1             | ASFA                   |
| 3e      | 2020  | HLM Grand Yoff   | 0-0 (4-2 tab)   | Saly SC                |
| 4e      | 2021  | ASC HLM          | 1 - 0           | ASCASE (Louga)         |
| 5e      | 2022  | ASC Jeanne d'Arc | 1 - 1 (3-2 tab) | RS Yoff                |
| 6e      | 2023  | Africa Foot      | 1 - 0           | Gazelles FC de Bignona |

## Autres coupes diverses
- Coupe (du Gouverneur) Wiltord

1947/48 : Saint-Louisienne 
 
1948/49 : Saint-Louisienne
- Coupe de la Victoire

1947/48 : Saint-Louisienne 

1953/54 : Réveil  1-0 Espoir 
- Coupe Léo Lagrange

1948/49 : Saint-Louisienne
- Coupe (du Gouverneur) Eboué

1948/49 : Saint-Louisienne
- Coupe du Comité Territorial

1952 : Réveil 3-1 Espoir
- Challenge Marzin Sport

1959 : Saint-Louisienne
- Coupe du Gouverneur de Dakar

1982 : Inconnu (Finalise: AS Douanes)
- Coupe des Departements de Pikine

1974 : ASJ Jambar de Pikine

1976 : ASJ Jambar de Pikine

1978 : ASJ Jambar de Pikine

1981 : ASJ Jambar de Pikine